# UFC 220
UFC 220: Miocic vs. Ngannou è stato un evento di arti marziali miste tenuto dalla Ultimate Fighting Championship il 20 gennaio 2018 al TD Garden di Boston, negli Stati Uniti.

## Risultati
|                                        | Divisione         |                      |                 |                   | Metodo                                      | Round           | Tempo           | Premio          |
| Card Principale                        | Card Principale   | Card Principale      | Card Principale | Card Principale   | Card Principale                             | Card Principale | Card Principale | Card Principale |
| -------------------------------------- | ----------------- | -------------------- | --------------- | ----------------- | ------------------------------------------- | --------------- | --------------- | --------------- |
| Sfida valida per il titolo di campione | Pesi massimi      | Stipe Miočić (c)     | batte           | Francis Ngannou   | Decisione unanime (50-44, 50-44, 50-44)     | 5               | 5:00            |                 |
| Sfida valida per il titolo di campione | Pesi mediomassimi | Daniel Cormier (c)   | batte           | Volkan Oezdemir   | KO tecnico                                  | 2               | 2:00            | POTN            |
|                                        | Pesi piuma        | Calvin Kattar        | batte           | Shane Burgos      | KO tecnico                                  | 3               | 0:32            | FOTN            |
|                                        | Pesi mediomassimi | Gian Villante        | batte           | Francimar Barroso | Decisione non unanime (30-27, 28-29, 30-27) | 3               | 5:00            |                 |
|                                        | Pesi gallo        | Rob Font             | batte           | Thomas Almeida    | KO tecnico (calcio alla testa e pugni)      | 2               | 2:24            |                 |
| Card Preliminare (Fox Sports 1)        |                   |                      |                 |                   |                                             |                 |                 |                 |
|                                        | Pesi piuma        | Kyle Bochniak        | batte           | Brandon Davis     | Decisione unanime (29-28, 29-28, 30-27)     | 3               | 5:00            |                 |
|                                        | Pesi welter       | Abdul Razak Alhassan | batte           | Sabah Homasi      | KO (pugno)                                  | 1               | 3:47            | POTN            |
|                                        | Pesi mosca        | Dustin Ortiz         | batte           | Alexandre Pantoja | Decisione unanime (29-28, 29-28, 29-28)     | 3               | 5:00            |                 |
|                                        | Pesi piuma        | Julio Arce           | batte           | Dan Ige           | Decisione unanime (30-27, 30-27, 29-28)     | 3               | 5:00            |                 |
| Card Preliminare (UFC Fight Pass)      |                   |                      |                 |                   |                                             |                 |                 |                 |
|                                        | Pesi piuma        | Enrique Barzola      | batte           | Matt Bessette     | Decisione unanime (30-27, 29-28, 29-28)     | 3               | 5:00            |                 |
|                                        | Pesi leggeri      | Islam Makhačev       | batte           | Gleison Tibau     | KO (pugno)                                  | 1               | 0:57            |                 |

## Premi
I lottatori premiati ricevettero un bonus di 50.000 dollari.
- FOTN: Fight of the Night (vengono premiati entrambi gli atleti per il miglior incontro dell'evento)
- POTN: Performance of the Night (viene premiato il vincitore per la migliore performance dell'evento)